# Giulio Cesare Bedeschini
Giulio Cesare Bedeschini (L'Aquila, 1582 – L'Aquila, 1627) è stato un pittore italiano, capostipite e massimo esponente di un'importante famiglia di artisti che operò in Abruzzo tra il Cinquecento e il Seicento.
È il padre di Francesco Bedeschini. È inoltre il cognato del pittore fiorentino Bernardino Monaldi con cui collaborò.

## Biografia

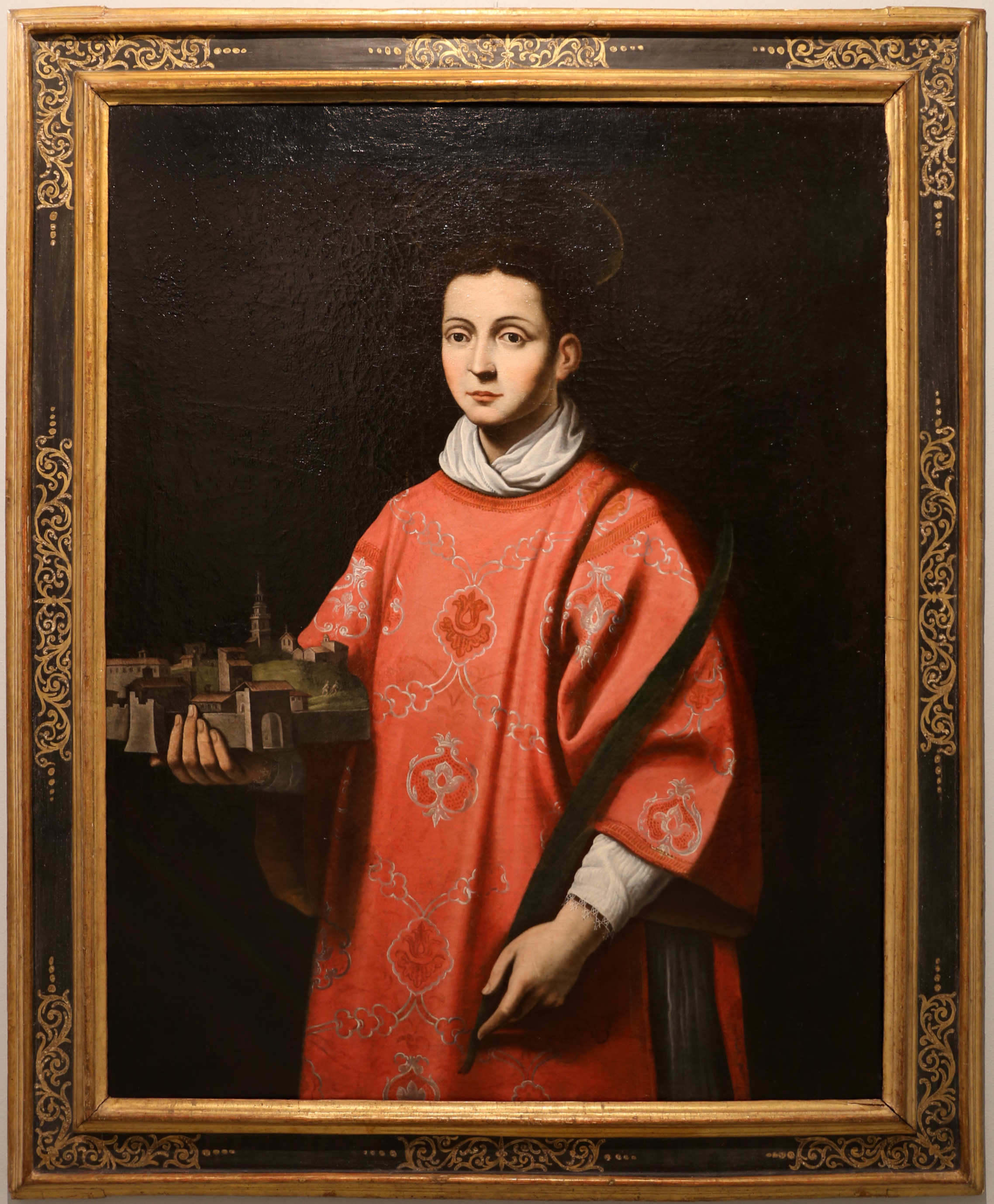
San Massimo levita, patrono dell'Aquila, in veste di vescovo, opera di Bedeschini ante 1613, Museo Nazionale dell'Abruzzo

Di probabili origini piacentine, giunse all'Aquila in occasione dell'arrivo, nel capoluogo abruzzese, di Margherita d'Austria nel 1583. All'inizio del XVII secolo ebbe un breve periodo di formazione a Roma dove fu allievo del Cigoli e produsse la sua prima opera, la Strage degli innocenti, dipinta per la chiesa aquilana della Lauretana e oggi conservata al museo nazionale d'Abruzzo.
Tornato all'Aquila, affrescò nel 1625 la cappella Branconio nella chiesa di San Silvestro e, nello stesso periodo, produsse quattro tele raffiguranti i santi patroni dell'Aquila (San Massimo d'Aveia, San Pietro Celestino, San Bernardino da Siena e Sant'Equizio abate) per la chiesa di Santa Maria Paganica, da dove sono stati poi spostati in seguito al terremoto del 1703. Vengono attribuiti al Bedeschini, seppur di datazione incerta, anche il trittico posto dietro l'altare della chiesa delle Anime Sante e altri dipinti posti nelle chiese di San Francesco di Paola, Santa Giusta, Santa Caterina Martire e nella basilica di San Bernardino, tra cui una Madonna col bambino rimasta gravemente danneggiata dal terremoto del 2009. Ancor più incerta è l'attribuzione di due dipinti facenti parte della pinacoteca di Palazzo Pica Alfieri — più tendenti al naturalismo di matrice napoletana che allo stile controriformista tosco-romano cui viene comunemente associato il Bedeschini — e andate all'asta in seguito al sisma del 2009.
Il pittore realizzò inoltre i dipinti San Nicola e San Francesco e San Luigi re di Francia, conservati rispettivamente nella chiesa di San Nicola e nella chiesa di Santa Maria delle Grazie, a Calascio (AQ), mentre l'Intercessione della Madonna, tela datata 1630, è conservata nella chiesa di Santa Maria delle Grazie a Tocco da Casauria (PE).

## Opere

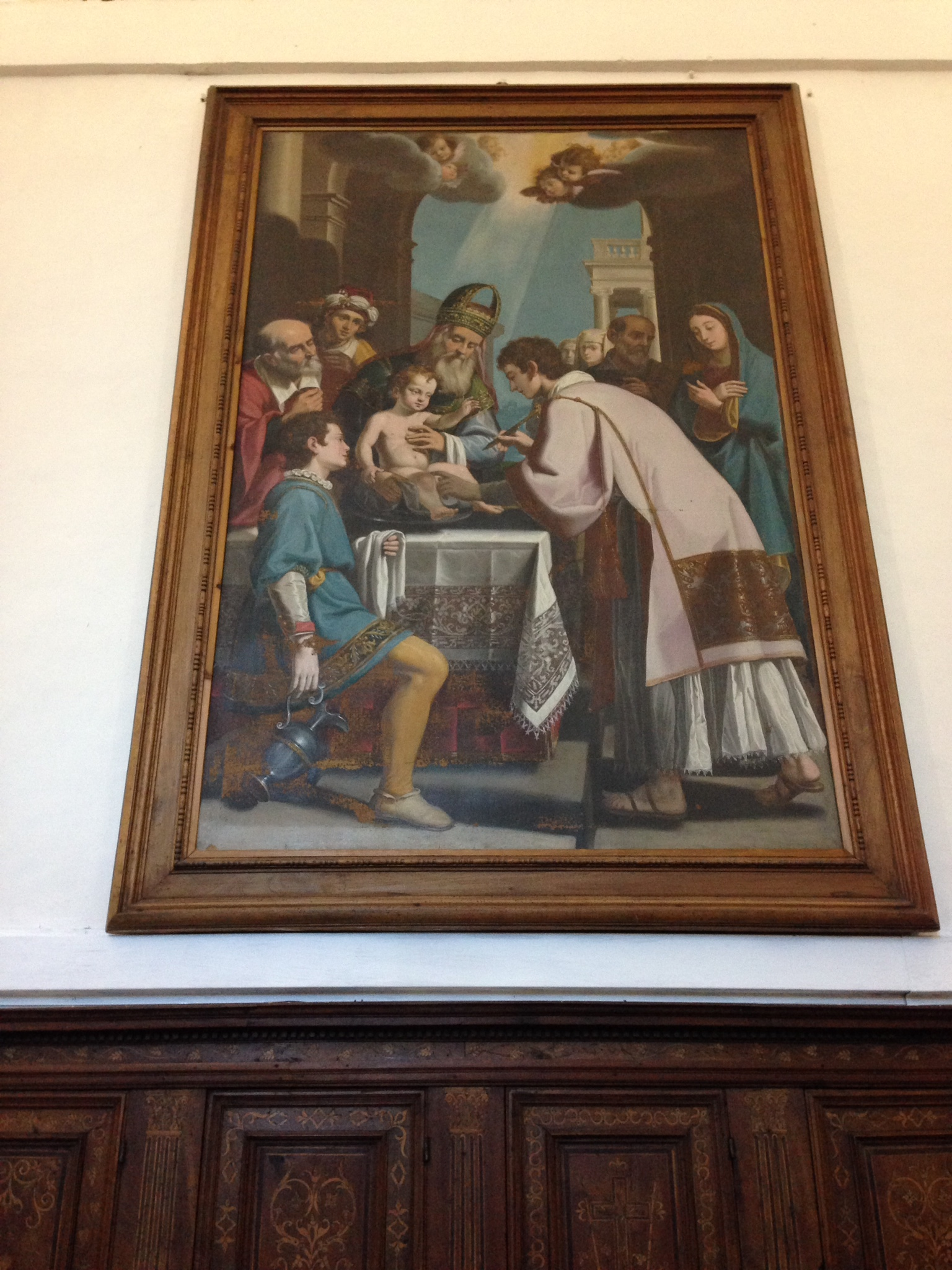
La Circoncisione di Cristo, santuario della Madonna di Loreto, Spoleto
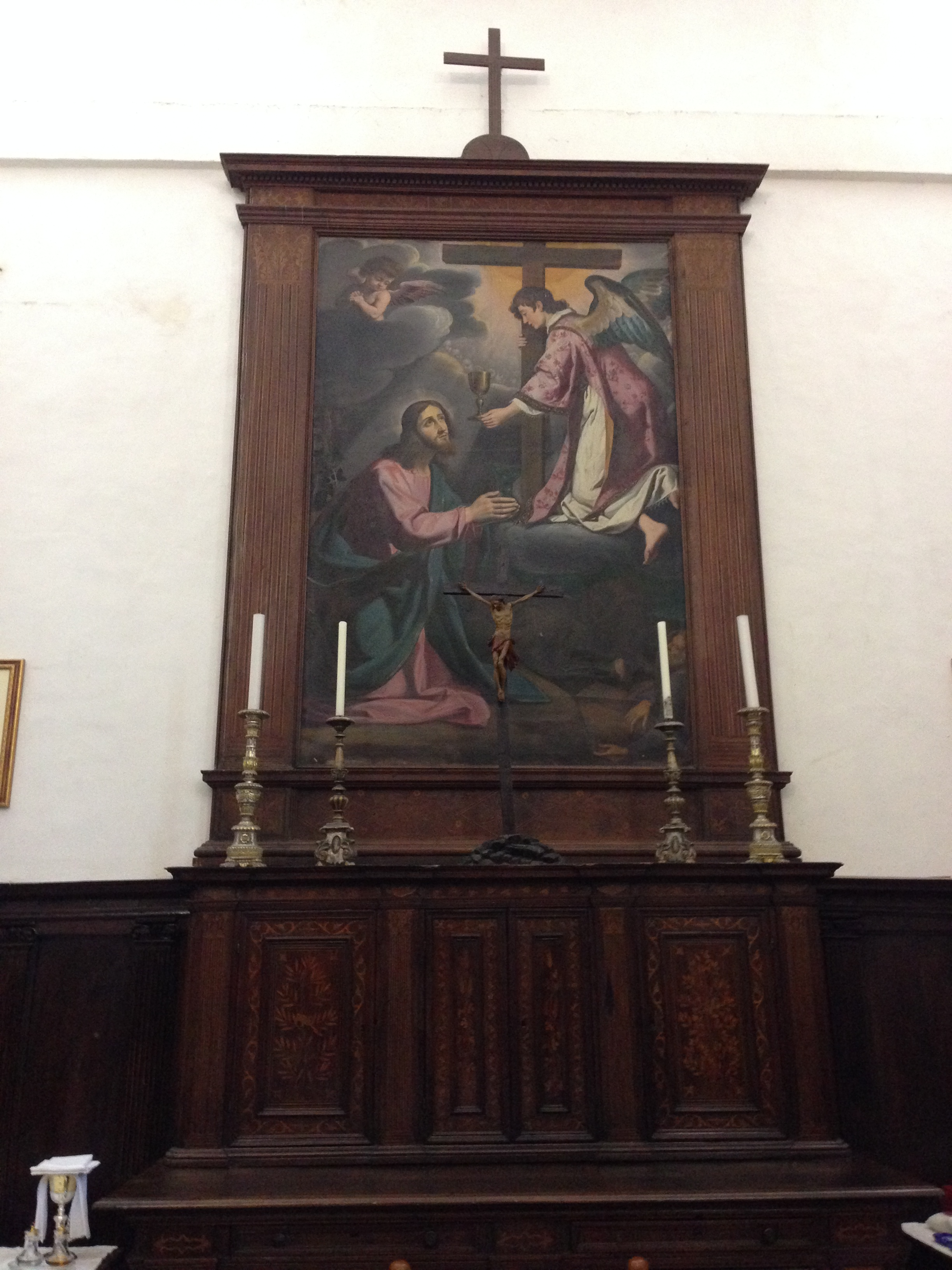
Orazione nell'orto, santuario della Madonna di Loreto, Spoleto
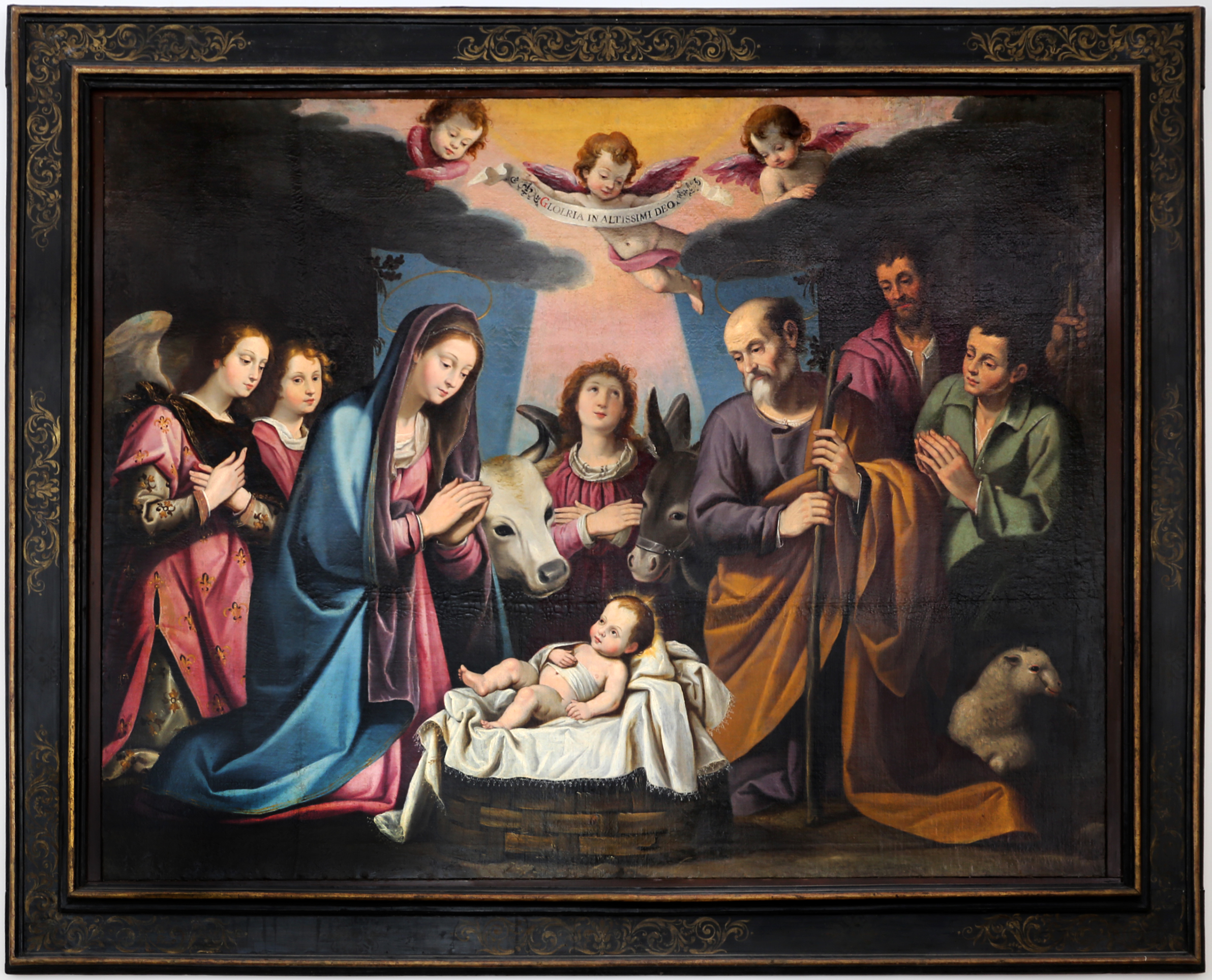
Adorazione dei pastori, dalla chiesa di Santa Giusta dell'Aquila, ora nel MUNDA (Museo Nazionale d'Abruzzo)
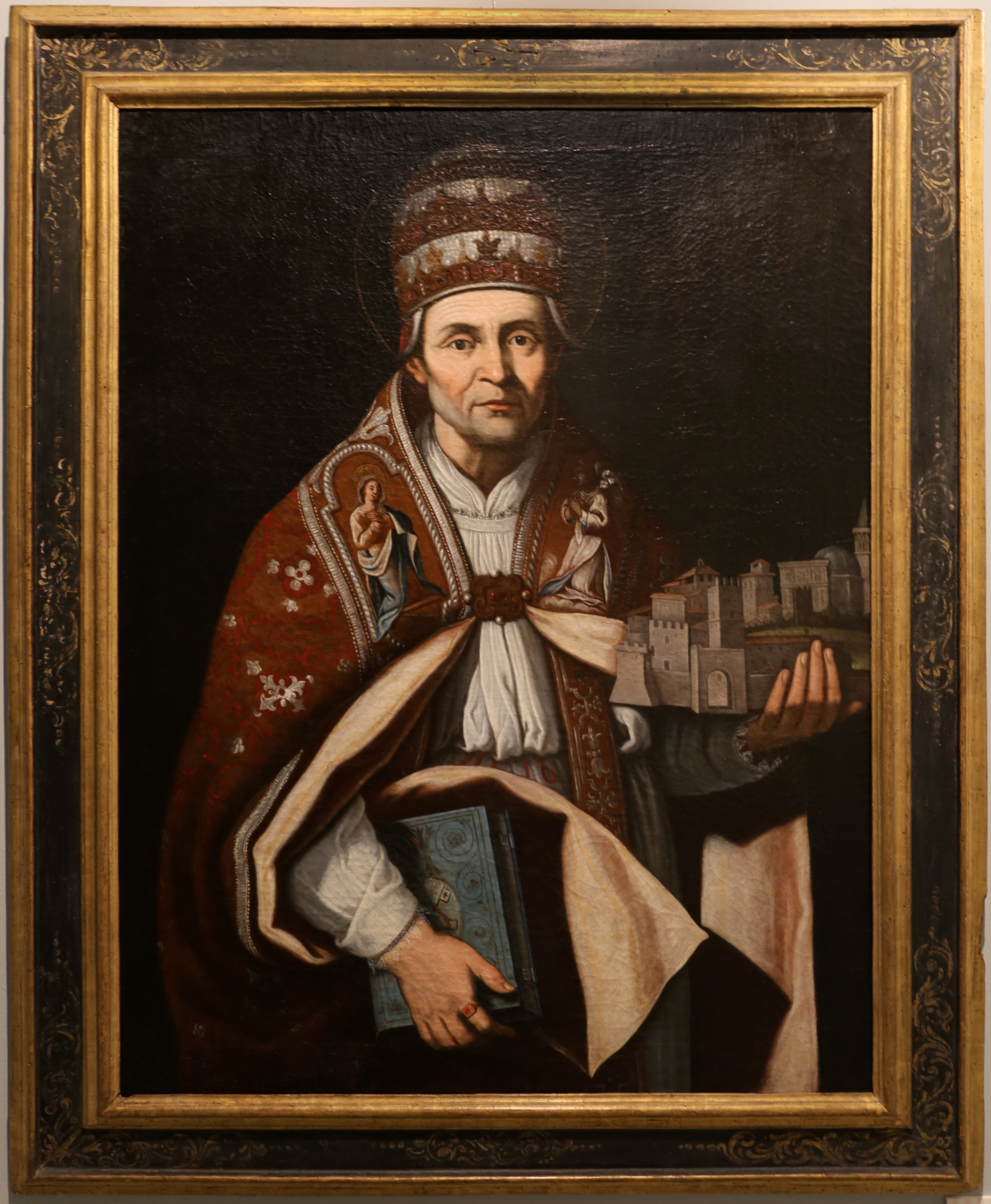
San Pietro Celestino, 1613
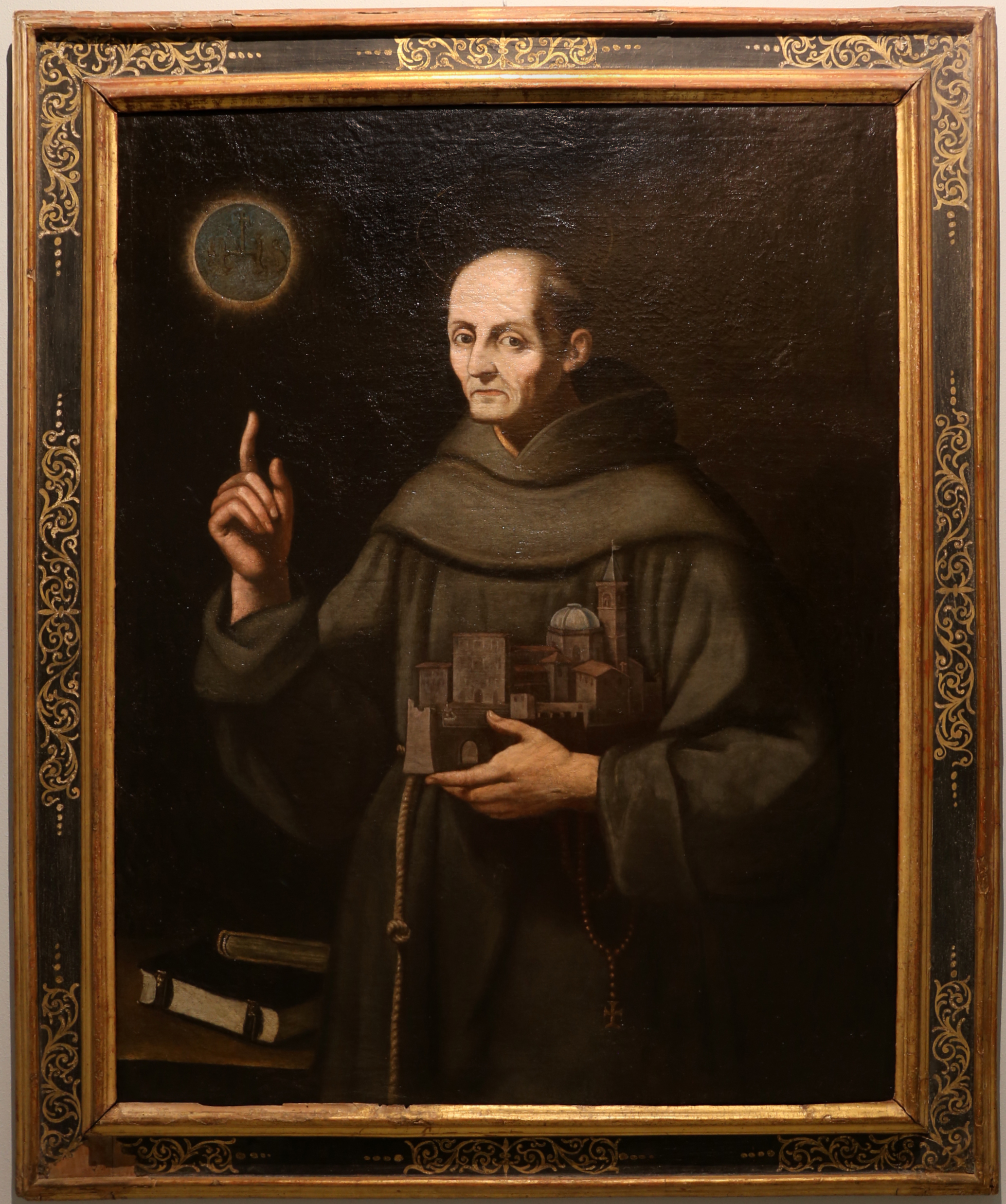
San Bernardino da Siena patrono dell'Aquila, 1613

- Strage degli innocenti - dalla chiesa di Santa Maria Lauretana (ex San Lorenzo), L'Aquila (1607) - Museo Nazionale d'Abruzzo
- Sant'Equizio abate - da un trittico - chiesa delle Anime Sante, L'Aquila
- La prova della Vera Croce - San Francesco di Paola - chiesa di San Francesco da Paola - L'Aquila
- Gloria di Santa Caterina d'Alessandria - dalla chiesa di Santa Caterina Martire (L'Aquila) ora nel Palazzo Margherita
- Natività con adorazione dei pastori - chiesa capoquartiere di Santa Giusta - L'Aquila (ora nel MUNDA)
- Cristo crocifisso con i santi Francesco, Antonio di Padova, Bonaventura, Ludovico di Tolosa e Luigi IX di Francia, 1625 circa, Amatrice, Museo Civico, dalla chiesa di San Francesco in Amatrice
- Circoncisione di Gesù - Spoleto, santuario della Madonna di Loreto
- Madonna del Rosario (1610), dalla chiesa di San Pietro a Coppito, L'Aquila, MUNDA L'Aquila
- Maria Santissima Immacolata (attribuito), chiesa di San Marciano, L'Aquila (metà del 1600)
- San Massimo d'Aveia nelle vesti di martire, che regge la città di Aquila (1613?), dalla chiesa di Santa Maia Paganica, ora nel MUNDA
- San Pietro Celestino regge la città di Aquila (1613), dal palazzo arcivescovile, ora nel MUNDA
- San Bernardino regge la città di Aquila (1613), dal palazzo arcivescovile, ora nel MUNDA
- Volta affrescata della cappella Branconio, con al centro l'Incoronazione di Maria Regina dei Cieli, ai lati gli Apostoli e storie della vita di Cristo, chiesa di San Silvestro (L'Aquila) 1625
- Miracolo di San Bernardino da Siena - Ecce Homo - altari laterali della basilica di San Bernardino (L'Aquila)
- Madonna col Bambino tra papi e santi, basilica di Sant'Eusanio martire - Sant'Eusanio Forconese (AQ)
- Madonna del Rosaio in sacra conversazione - chiesa di San Giovanni battista, Castelvecchio Calvisio (AQ)
- Affreschi delle storie della vita di San Giuliano - convento di San Giuliano - L'Aquila
- Crocifissione tra i santi Stefano, Sebastiano, Francesco e papa Silvestro, chiesa di Santa Maria delle Grazie di Prato (Amatrice), 1623